# Télougou
Cette page contient des caractères d'alphasyllabaires indiens. En cas de problème, consultez Aide:Unicode.
Ne doit pas être confondu avec Tagalog.
 (mars 2019).
Si vous disposez d'ouvrages ou d'articles de référence ou si vous connaissez des sites web de qualité traitant du thème abordé ici, merci de compléter l'article en donnant les références utiles à sa vérifiabilité et en les liant à la section « Notes et références ».
Le télougou (autonyme : తెలుగు, tĕlugu) est une langue dravidienne du sud de l'Inde. Il est parlé dans les États d'Andhra Pradesh et du Telangana, où il a le statut de langue officielle, ainsi qu'à Yanaon (territoire de Pondichéry), dans l'arrière-pays tamoul, à l'est du Karnataka, au Maharashtra, en Orissa. Il existe une diaspora télougoue en Birmanie, en Malaisie, à Maurice, en Arabie saoudite, dans les émirats du Golfe, en Afrique du Sud, aux îles Fidji, en Amérique du Nord, au Royaume-Uni et en France. En 2011, en Inde, 81 127 740 personnes avaient le télougou comme langue maternelle dont 70 667 780 en Andhra Pradesh.
En 2008, le gouvernement indien donne au télougou la distinction de « langue classique ». Seules six langues indiennes ont reçu cette distinction qui octroie des aides particulières pour la recherche, et accroît la mise en avant de la richesse historique et culturelle d'une langue.

## Histoire

### Origines
Le télougou s'est différencié des autres langues dravidiennes probablement lors de la période s'étendant de 1500 à 1000 av. J.-C. Cette période correspond également à la naissance de la langue tamoule en prenant comme référence l'activité littéraire. Le télougou appartient à la sous-famille des langues dravidiennes du centre. Sont identifiées comme telles les langues originaires du « proto-dravidien » parlées dans la partie centrale du plateau du Deccan. D'autres langues rustiques très proches du télougou telles que le gondi, le konda, le kui et le kouvi font également partie de cette sous-famille.
La première grammaire du télougou, l’Andhra Shabda Chintamani, composée en sanskrit, est l'œuvre du poète Nannayya (XIe siècle). Ce traité reprend le plan d'exposition des grammaires plus anciennes de la langue sanskrite, l’Aṣṭādhyāyī et le Vālmīkivyākaranam, mais contrairement au grammairien Pāṇini, Nannayya a divisé son ouvrage en cinq chapitres, consacrés respectivement aux adjectifs (samjnā), à la prononciation (sandhi), aux déclinaisons (ajanta), à l'élision (virama) et aux verbes (kriya).

### Étymologie
L'étymologie du mot télougou est sujette à débat.
- Selon la version populaire, le mot provient de Trilinga, c'est-à-dire des trois lingas ou lieux de pèlerinage dédiés à Shiva à Srisaïlam, Drakasharamam et Kaleshwaram. Cette version est contestée par la communauté universitaire.
- Selon K. L. Ranjanam, le mot dérive de talaing, qui étaient des chefs ayant conquis la région de l'Andhra Pradesh.
- Selon M. R. Shastri, le terme viendrait de telunga, un amalgame du mot gondi telu signifiant « blanc » et de la mise au pluriel avec le suffixe -unga. La référence aux personnes ayant la peau claire.
- Enfin, selon G. J. Somayaji, ten- se réfère à « sud » en proto-dravidien, et le mot proviendrait alors de tenungu signifiant « gens du sud ».

## Écriture

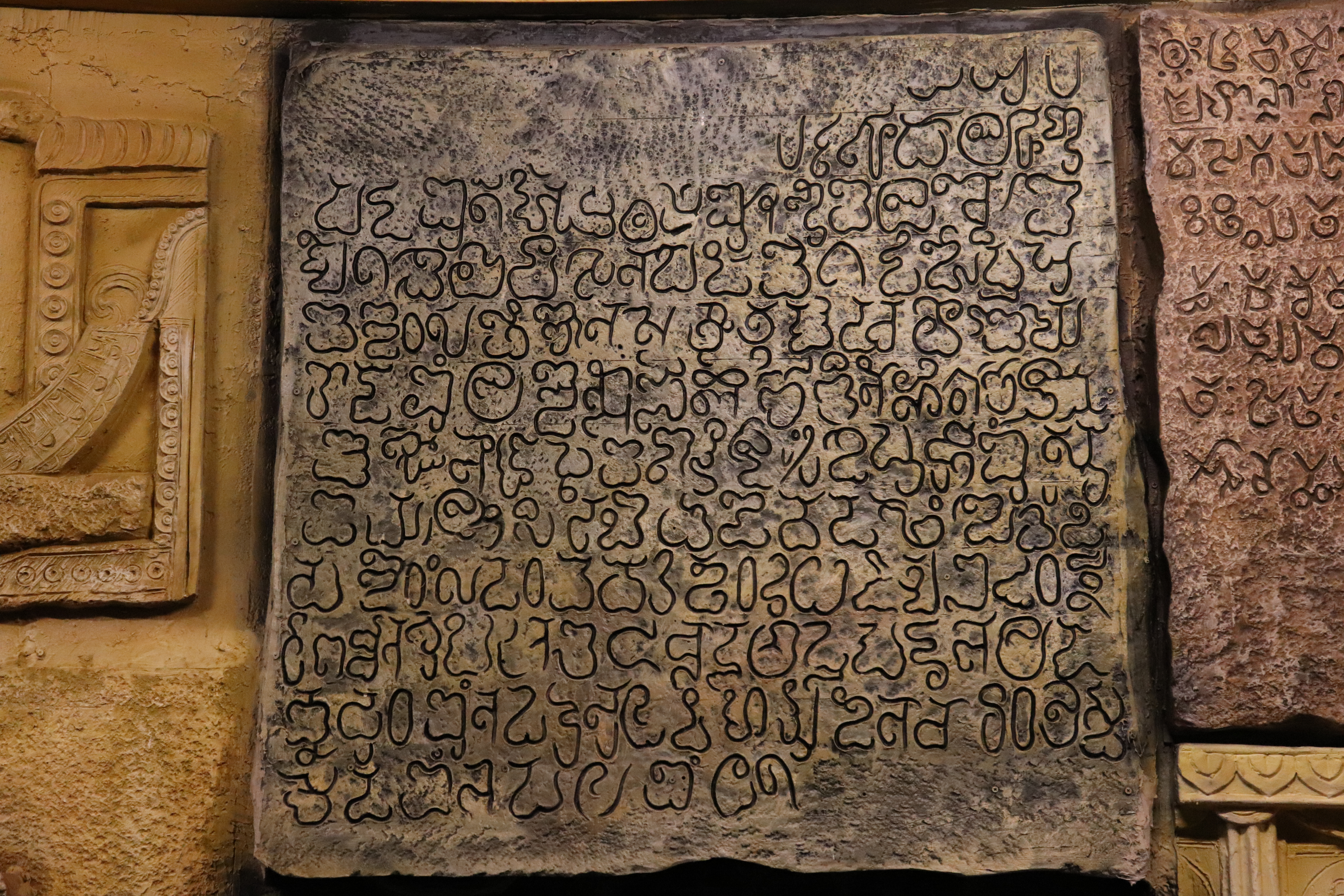
Ancienne écriture télougou, pierre au musée mondial du Télougou (Telugu Samskruthika Niketanam), Visakhapatnam, Andhra Pradesh, Inde.

## Phonologie

### Consonnes[5],[6]
|            |            |            | Labiales | Labiales | Labiales | Alvéolaires | Alvéolaires | Alvéolaires | Rétroflexes | Rétroflexes | Rétroflexes | Palatales | Palatales | Palatales | Vélaires | Vélaires | Vélaires |
| ---------- | ---------- | ---------- | -------- | -------- | -------- | ----------- | ----------- | ----------- | ----------- | ----------- | ----------- | --------- | --------- | --------- | -------- | -------- | -------- |
| Nasales    | Nasales    | courtes    | [m]      | మ        | m        | [n]         | న           | n           | [ɳ]         | ణ           | ṇ           | [ ɲ]      | ఞ         | ñ         | [ŋ]      | ఙ        | ṅ        |
| Nasales    | Nasales    | longues    | [mː]     | మ్మ       | mm       | [nː]        | న్న          | nn          |             |             |             |           |           |           |          |          |          |
| Plosives   | sourdes    | courtes    | [p]      | ప        | p        | [t]         | త           | t           | [ʈ ]        | ట           | ṭ           | [ t͡ʃ ]    | చ         | c         | [k]      | క        | k        |
| Plosives   | sourdes    | longues    | [pː]     | ప్ప       | pp       | [tː]        | త్త          | tt          | [ʈː]        | ట్ట          | ṭṭ          | [ t͡ʃː]    | చ్చ        | cc        | [kː]     | క్క       | kk       |
| Plosives   | sourdes    | aspirées   | [pʰ]     | ఫ        | ph       | [tʰ]        | థ           | th          | [ʈʰ]        | ఠ           | ṭh          | [ t͡ʃʰ]    | ఛ         | ch        | [kʰ]     | ఖ        | kh       |
| Plosives   | voisées    | courtes    | [b]      | బ        | b        | [d]         | ద           | d           | [ɖ ]        | డ           | ḍ           | [ d͡ʒ]     | జ         | j         | [g]      | గ        | g        |
| Plosives   | voisées    | longues    | [bː]     | బ్బ       | bb       | [dː]        | ద్ద          | dd          | [ɖː]        | డ్డ          | ḍḍ          | [ d͡ʒː]    | జ్జ        | jj        | [ɡː]     | గ్గ       | gg       |
| Plosives   | voisées    | murmurées  | [bʱ]     | భ        | bh       | [dʱ]        | ధ           | dh          | [ɖʱ]        | ఢ           | ḍh          | [ d͡ʒʱ]    | ఝ         | jh        | [ɡʱ]     | ఘ        | gh       |
| Fricatives | Fricatives | Fricatives |          |          |          | [s]         | స           | s           | [ʂ]         | స           | ṣ           | [ ʃ~ɕ]    | శ         | ś         | [ x]     | హ        | h        |
| Spirantes  | Spirantes  | courtes    | [ʋ]      | వ        | v        | [l]         | ల           | l           | [ɭ ]        | ళ           | ḷ           | [ j]      | య         | y         |          |          |          |
| Spirantes  | Spirantes  | longues    |          |          |          | [lː]        | ల్ల          | ll          | [ɭː]        | ళ్ళ          | ḷḷ          |           |           |           |          |          |          |
| Battues    | Battues    | Battues    |          |          |          | [ɾ]         | ర           | r           |             |             |             |           |           |           |          |          |          |

- Les consonnes aspirées et murmurées se trouvent principalement dans des mots d'emprunt.
- La consonne [ j] n'apparaît jamais en première position, sauf dans des mots d'emprunt.
- Changer la longueur d'une consonne peut changer le sens d'un mot.

### Voyelles[6]
|            |         | Antérieures | Antérieures | Antérieures | Postérieures | Postérieures | Postérieures |
| ---------- | ------- | ----------- | ----------- | ----------- | ------------ | ------------ | ------------ |
| Fermées    | courtes | [i]         | ఇ           | i           | [u]          | ఉ            | u            |
| Fermées    | longues | [iː]        | ఈ           | ī           | [uː]         | ఊ            | ū            |
| Mi-fermées | courtes | [e]         | ఎ           | e           | [o]          | ఒ            | o            |
| Mi-fermées | longues | [eː]        | ఏ           | ē           | [oː]         | ఓ            | ō            |
| Ouvertes   | courtes | [a~ɐ]       | అ           | a           |              |              |              |
| Ouvertes   | longues | [aː~ɐː]     | ఆ           | ā           |              |              |              |

- Le télougou a deux diphtongues : [ai] (ఐ ; ai) et [au] (ఔ ; au).

## Grammaire et vocabulaire
Comme les autres langues dravidiennes, le télougou est une langue agglutinante à typologie SOV (sujet–objet–verbe). En télougou, on distingue le karta (le cas nominatif ou le sujet), le karma (l'objet du verbe) et le kriya (l'action ou le verbe), qui suivent une séquence. Il existe aussi le vibhakthi (la préposition).

### Flexion
Le télougou est souvent considéré comme une langue agglutinante, où certaines syllabes sont ajoutées à la fin d'un substantif afin d'indiquer son cas grammatical.
| Instrumental | Ramounito      | రామునితో  | (తో, to)                     |
| Datif        | Ramouniki      | రామునికి  | (కి, ki ou కు, kou)           |
| Ablatif      | Ramoudinounchi | రాముడినించి | (నించి, ninchi ou నుంచి, nounchi) |
| Génitif      | Ramouni        | రాముని   | (ని, ni)                     |

Ces agglutinations s'appliquent généralement à tous les substantifs, au singulier et au pluriel.

### Lexique et vocabulaire
- అవును (Avunu) — Oui
- సంఖ్య (Saṅkhya) — Non
- శుభోదయం (Śubhōdayaṁ) — Bonjour
- ఎలా చేస్తున్నావు? (Elā cēstunnāvu?) — Comment allez-vous?
- నేను బాగా నే ఉన్నాను. (Nēnu bāgā nē unnānu.) — Je vais bien.
- చాలా ధన్యవాదాలు! (Cālā dhan'yavādālu!) — Merci beaucoup!
- వీడ్కోలు (Vīḍkōlu) — Au revoir
- నువ్వు ఎక్కడ నుండి వస్తున్నావు? (Nuvvu ekkaḍa nuṇḍi vastunnāvu?) — D'où venez-vous?
- నీ పేరు ఏమిటి? (Nī pēru ēmiṭi?) — Quel est votre nom?
- నా పేరు… (Nā pēru…) — Mon nom est…
- నాకు సహాయం చెయ్యండి! (Nāku sahāyaṁ ceyyaṇḍi!) — Aidez-moi!
- నేను ఓడిపోయాను. (Nēnu ōḍipōyānu.) — Je suis perdu.
- నాకు తెలుగు అర్థం కాదు. (Nāku telugu arthaṁ kādu.) — Je ne comprend pas le télougou.
- నన్ను క్షమించండి. (Nannu kṣamin̄caṇḍi.) — Je suis désolé.
- నేను బాగా అలసిపోయాను. (Nēnu bāgā alasipōyānu.) — Je suis très fatigué.
- నేను అనారోగ్యంగా ఉన్నాను. (Nēnu anārōgyaṅgā unnānu.) — Je suis malade.
- నేను నిన్నటి నుండి అనారోగ్యంతో ఉన్నాను. (Nēnu ninnaṭi nuṇḍi anārōgyantō unnānu.) — Je suis malade depuis hier.
- మ్యూజియం / విమానాశ్రయం / వీధి / రెస్టారెంట్ /హోటల్ / హిందూ దేవాలయం ఎక్కడ ఉంది? (Myūjiyaṁ / vimānāśrayaṁ / vīdhi / resṭāreṇṭ / hōṭal / hindū dēvālayaṁ ekkaḍa undi?) — Où est le musée/aéroport/rue/restaurant/hôtel/temple hindou?
- నేను హైదరాబాద్ వెళ్తున్నాను. (Nēnu haidarābād veḷtunnānu.) — Je vais à Hyderabad.
- నాకు హైదరాబాద్ వెళ్లాలని ఉంది. (Nāku haidarābād veḷlālani undi.) — Je veux aller à Hyderabad.
- నేను కెనడియన్ / ఫ్రెంచ్ / అమెరికన్ / బెల్జియన్ / స్విస్ పౌరుడిని. (Nēnu kenaḍiyan / phren̄c / amerikan / beljiyan / svis pauruḍini.) — Je suis un citoyen canadien/français/américain/belge/suisse.

## Conjugaison
En télougou, la conjugaison prend en compte dans la flexion non seulement le temps mais aussi la négation et l'interrogation. Par exemple :
|            | Déclaratif                    | Interrogatif                                |
| Affirmatif | Nakou téloussou Je sais       | Nakou téloussaa? Est-ce que je sais ?       |
| Négatif    | Nakou téliadou Je ne sais pas | Nakou téliadaa? Est-ce que je ne sais pas ? |

## Nombres
Le télougou utilise des chiffres de 0 à 9 et un système d'écriture décimale positionnelle. Pour les nombres supérieurs à 1 000, les décimales sont regroupées selon la numération indienne.

### 0-19
Les nombres de 0 à 19 ont des noms irréguliers. En voici la liste :
|                  | 0     | 1         | 2        | 3        | 4          | 5          | 6        | 7        | 8             | 9          |
| ---------------- | ----- | --------- | -------- | -------- | ---------- | ---------- | -------- | -------- | ------------- | ---------- |
| Chiffre télougou | ౦     | ౧         | ౨        | ౩        | ౪          | ౫          | ౬        | ౭        | ౮             | ౯          |
| Nom télougou     | పది    | ఒకటి       | రెండు       | మూడు       | నాలుగు        | ఐదు         | ఆరు       | ఏడు       | ఎనిమిది          | సున్న        |
| ISO 15919        | sunna | okaṭi     | reṇḍu    | mūḍu     | nālugu     | ayidu      | āru      | ēḍu      | enimidi       | tommidi    |
|                  | 10    | 11        | 12       | 13       | 14         | 15         | 16       | 17       | 18            | 19         |
| Nombre télougou  | ౧౦    | ౧౧        | ౧౨       | ౧౩       | ౧౪         | ౧౫         | ౧౬       | ౧౭       | ౧౮            | ౧౯         |
| Nom télougou     | పది    | పదకొండు      | పన్నెండు     | పదమూడు     | పధ్నాలుగు      | పదునయిదు      | పదహారు     | పదిహేడు     | పధ్ధెనిమిది        | పందొమ్మిది      |
| ISO 15919        | padi  | padakoṇḍu | panneṇḍu | padamūḍu | padhnālugu | padunayidu | padahāru | padihēḍu | padhdhenimidi | paṅdommidi |

### 20+
Au delà de 20, les nombres ont des noms réguliers. Entre 20 et 99 les noms sont formés par le nom de la dizaine suivi de celui de l'unité. Voici un tableau présentant quelques nombres télougous.
|                  | 20             | 21             | 22           | 23           | 24            | 25           | 26           | 27          |
| ---------------- | -------------- | -------------- | ------------ | ------------ | ------------- | ------------ | ------------ | ----------- |
| Chiffre télougou | ౨౦             | ౨౧             | ౨౨           | ౨౩           | ౨౪            | ౨౫           | ౨౬           | ౨౭          |
| Nom télougou     | ఇరవై            | ఇరవై ఒకటి        | ఇరవై రెండు       | ఇరవై మూడు       | ఇరవై నాలుగు       | ఇరవై అయిదు      | ఇరవై ఆరు       | ఇరవై ఏడు      |
| ISO 15919        | iravai         | iravai okaṭi   | iravai reṇḍu | iravai mūḍu  | iravai nālugu | iravai ayidu | iravai āru   | iravai ēḍu  |
|                  | 28             | 29             | 30           | 31           | 40            | 50           | 60           | 70          |
| Chiffre télougou | ౨౮             | ౨౯             | ౩౦           | ౩౧           | ౪౦            | ౫౦           | ౬౦           | ౭౦          |
| Nom télougou     | ఇరవై ఎనిమిది       | ఇరవై తొమ్మిది       | ముప్పై          | ముప్పై ఒకటి      | నలభై           | యాభై           | అరవై          | డెబ్బై         |
| ISO 15919        | iravai enimidi | iravai tommidi | muppai       | muppai okaṭi | nalabhai      | yābhai       | aravai       | ḍebbai      |
|                  | 80             | 90             | 100          | 1 000        | 10 000        | 100 000      | 1 000 000    | 10 000 000  |
| Nombre télougou  | ౮౦             | ౯౦             | ౧౦౦          | ౧,౦౦౦        | ౧౦,౦౦౦        | ౧,౦౦,౦౦౦     | ౧౦,౦౦,౦౦౦    | ౧,౦౦,౦౦,౦౦౦ |
| Nom télougou     | ఎనభై            | తొంభై             | వంద           | వెయ్యి          | పది వేలు         | లక్ష          | పది లక్షల      | కోటి          |
| ISO 15919        | enabhai        | tombhai        | vanda        | veyyi        | padi vēlu     | lakṣa        | padi lakṣala | kōṭi        |